# Гыбене
Гыбене (болг. Гъбене) — село в Болгарии. Находится в Габровской области, входит в общину Габрово. Население составляет 289 человек.

## Политическая ситуация
В местном кметстве Гыбене, в состав которого входит Гыбене, должность кмета (старосты) исполняет Марина Иванова Тодорова (независимый) по результатам выборов.
Кмет (мэр) общины Габрово — Томислав Пейков Дончев (Граждане за европейское развитие Болгарии (ГЕРБ)) по результатам выборов.